# Ruhpolding
Ruhpolding é uma cidade alemã situada ao sul do estado da Baviera, no distrito de Traunstein.
O nome Ruhpolding deriva do bávaro Rupoltingin, sendo Ru(d) = famoso, pold             = forte, ou seja,  "indivíduos do famoso e forte".